# Сансовини, Глауко
Глауко Сансовини (итал. Glauco Sansovini; 20 мая 1938, Рокка-Сан-Кашано, Италия — 21 мая 2019, Борго-Маджоре, Сан-Марино) — бывший капитан-регент Сан-Марино с 1 апреля по 1 октября 2010 года, избран вместе с Марко Конти.
44 года проработал в частной компании в Сан-Марино на ответственных постах в логистике и дистрибуции бизнеса. С 2000 года на пенсии. В марте 2001 года, вместе с группой граждан, основал партию Национальный альянс Сан-Марино.
Избран в Большой Генеральный Совет, куда затем переизбирался на выборах в 2006 и 2008 годах.
С 2008 года, в составе общего списка Союза умеренных, является членом правящей коалиции.
В настоящее время является председателем Сан-Маринского Межпарламентского союза и членом II и IV Комиссии Совета.
Женат на Лоредане Гарациози, имеет троих детей и шесть внуков.
Скончался 21 мая 2019 года на 82-м году жизни в Борго-Маджоре.